# Keroplatus reaumurii
Keroplatus reaumurii is een muggensoort uit de familie van de Keroplatidae. De wetenschappelijke naam van de soort is voor het eerst geldig gepubliceerd in 1839 door Dufour.